# Johann Radon
Johann Radon (Děčín, 16 de dezembro de 1887 — Viena, 25 de maio de 1956) foi um matemático austríaco.

## Vida
Doutorado pela Universidade de Viena, em 1910. No semestre de inverno 1910/11 obteve uma bolsa de estudos para a Universidade de Göttingen, onde foi aluno de David Hilbert. Foi assistente na Escola Técnica Alemã de Brünn e de 1912 a 1919 assistente de matemática na Universidade Técnica de Viena, com habilitação em 1914 na Universidade de Viena.
Em 1919 foi professor da recém fundada Universidade de Hamburgo, seguiu então para a Universidade de Greifswald, e em 1925 para a Universidade de Erlangen-Nuremberg. De 1928 a 1945 foi professor na Universidade de Breslau. 
Com a chegada do Exército Vermelho fugiu de Breslau com a família em janeiro de 1945, trabalhou na Universidade de Innsbruck, sendo nomeado em 1 de outubro de 1946 professor do Instituto de Matemática da Universidade de Viena, onde foi reitor em 1954/55.

## Transformada de Radon

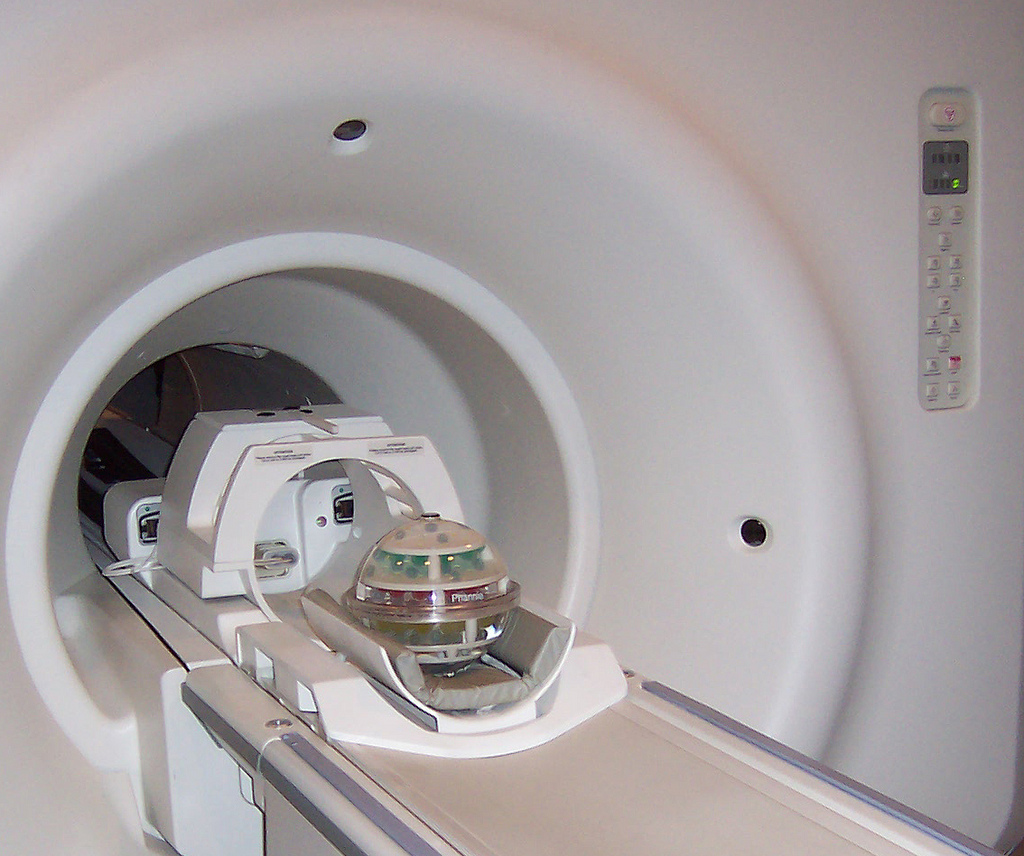
A teoria da transformada de Radon fornece a base matemática para a tomografia computadorizada.

A transformada de Radon em duas dimensões é a transformada integral que mapeia uma função à sua integral sobre linhas retas. A transformada foi introduzida por Johann Radon em 1917, que também forneceu uma fórmula para a transformada inversa. Radon posteriormente incluiu fórmulas para a transformada em três dimensões, na qual a integral é tomada sobre planos. Ela foi posteriormente generalizada para espaços Euclidianos de dimensões mais altas, e mais amplamente no contexto da geometria integral. O análogo complexo da transformada de Radon é conhecido como a transformada de Penrose.
O tema do trabalho original de Radon era o que se conhece por 'problema da reconstrução a partir das projeções', isto é, como obter uma função f(x,y), não observável diretamente, a partir de suas projeções φx(y) medidas sobre o plano. Esse problema reveste-se de interesse em áreas tão diversas quanto diagnóstico por imagem, óptica, interferometria holográfica, geofísica, radioastronomia, cristalografia, microscopia, ciência dos materiais e também na matemática pura. De forma geral, a transformada de Radon é útil sempre que se deseja obter informação sobre a estrutura interna de um objeto através de uma sondagem do seu contorno. Entende-se que o advento da tomografia computadorizada na década de 1970 foi um fato extremamente relevante para o aumento do interesse da comunidade técnica nessa transformada. O problema da reconstrução a partir das projeções é resolvido pela transformada de Radon inversa.